# Ellen McIlwaine
Ellen McIlwaine (* 1. Oktober 1945 in Nashville, Tennessee; † 23. Juni 2021 in Calgary, Alberta, Kanada) war eine US-amerikanische Singer-Songwriterin und Slide-Gitarristin. Ihre Musik wird häufig als Folk eingeordnet, obwohl sie auch Blues, Funk, Gospel, Soul und Rockmusik einbezieht.

## Biografie
Geboren in Nashville, wurde McIlwaine von Missionaren adoptiert und wuchs im japanischen Kōbe auf. Sie besuchte eine kanadische Schule in Kōbe, die sie 1963 abschloss. In Japan spielte sie auf dem Klavier Musik von Ray Charles, Fats Domino und Professor Longhair, die sie im Radio hörte. Zurück in den USA kaufte sie sich eine Gitarre und begann Mitte der 1960er in Atlanta, Georgia, aufzutreten.
1966 trat McIlwaine im New Yorker Cafe Au Go Go auf, unter anderem mit Jimi Hendrix und als Opening Act für Muddy Waters, Sonny Terry und Brownie McGhee sowie Big Joe Williams. Zurück in Atlanta gründete sie die Band Fear Itself, eine psychedelische Bluesrock-Band.
Nach einem Album mit Fear Itself begann McIlwaine ihre Solokarriere, in deren Verlauf sie mit zahlreichen bekannten Musikern aus aller Welt zusammenarbeitete, auf renommierten Festivals spielte und in Amerika, Europa, Asien und Australien tourte. Sie veröffentlichte zwei Alben bei Polydor, Honky Tonk Angel (1972) und We the People (1973). Unter den Solisten auf der Polydor-Kompilation The Guitar Album (1974) u. a. mit Eric Clapton und John McLaughlin war sie die einzige Frau. Es folgte das Album The Real Ellen McIlwaine (1975) beim kanadischen Label Kot’ai. Auf ihrem fünften Album Everybody Needs It (1982) arbeitete sie mit dem von ihr verehrten Jack Bruce zusammen.
1987 zog McIlwaine nach Kanada, wo sie das Album Looking for Trouble für Stony Plain Records aufnahm. 1990 tourte sie mit Johnny Winter. Ihre nächsten Alben Women in (e)motion Festival/Ellen McIlwaine (1999 live in Deutschland) und Spontaneous Combustion mit Taj Mahal erschienen bei dem deutschen Label Tradition und Moderne.
2006 gründete sie ihr eigenes Label Ellen McIlwaine Music und veröffentlichte das Album Mystic Bridge mit dem indischen Tabla-Spieler Cassius Khan. 2013 war sie in der Jimi-Hendrix-Dokumentation Hear My Train A Comin zu sehen.
2019 wurde sie von der Toronto Blues Society mit dem Maple Blues Lifetime Achievement Award (Blues With A Feeling Award) ausgezeichnet.